# Olli Jalonen
Olli Jouko Johan Jalonen, né le 21 février 1954 à Helsinki, est un écrivain finlandais.

## Œuvres

### Recueil de nouvelles
- (fi) Unien tausta, Helsinki, Otava, 1978 (ISBN 951-1-04899-6)
- (fi) Värjättyä rakkautta, Helsinki, Otava, 2003 (ISBN 951-1-18841-0)

### Romans
- (fi) Sulkaturkki, Helsinki, Otava, 1979 (ISBN 951-1-05540-2)
- (fi) Ilo ja häpeä. Kertomus kahdesta maasta; ja itsestäsi, Helsinki, Otava, 1981 (ISBN 951-1-06394-4)
- (fi) Hotelli eläville, Helsinki, Otava, 1983, 235 p. (ISBN 951-1-07472-5)
- (fi) Tuhkasaari, Helsinki, Otava, 1987 (ISBN 951-1-09814-4)
- (fi) Johan ja Johan, Helsinki, Otava, 1989, 383 p. (ISBN 951-1-10895-6)
- (fi) Isäksi ja tyttäreksi, Helsinki, Otava, 1990 (ISBN 951-1-11475-1)
- (fi) Elämä, ja elämä, Helsinki, Otava, 1992 (ISBN 951-1-12178-2)
- (fi) Kenen kuvasta kerrot, Helsinki, Otava, 1996 (ISBN 951-1-14394-8)
- (fi) Yksityiset tähtitaivaat, Helsinki, Otava, 1999 (ISBN 951-1-15953-4)
- (fi) Yhdeksän pyramidia, eli, Kertomus yhdeksästä elementistä viidessä tai kuudessa ilmansuunnassa, Helsinki, Otava, 2000 (ISBN 951-1-16639-5)
- (fi) 14 solmua Greenwichiin, Helsinki, Otava, 2008, 381 p. (ISBN 978-951-1-23014-4)
- (fi) Poikakirja, Helsinki, Otava, 2010 (ISBN 978-951-1-24572-8)
- (fi) Karatolla, Helsinki, Otava, 2012 (ISBN 978-951-1-26469-9)
- (fi) Miehiä ja ihmisiä, Helsinki, Otava, 2014 (ISBN 978-951-1-28301-0)

### Autres livres
- (fi) Jalonen, Olli & Jalonen, Riitta, Matkailijan Irlanti, Helsinki, Otava, 1980 (ISBN 951-1-05785-5)
- (fi) Kansa kulttuurien virroissa. Tuontikulttuurin suuntia ja sisältöjä Suomessa itsenäisyyden aikana, Helsinki, Otava, 1985 (ISBN 951-1-08392-9)
- (fi) Ojanen, Eero & Jalonen, Olli, Kymmenen vuosituhatta. Kertomuksia suomalaisten historiasta, Jyväskylä, Atena, 1999 (ISBN 951-796-175-8)
- (fi) Hitaasti kudotut nopeat hetket. Kirjoittamisen assosiaatiosta 1900-luvun suomalaisessa proosassa (thèse), Helsinki, Otava, 2006 (ISBN 951-1-21007-6)

### Pièces de théâtre ou radiophoniques, films
- Ihmisen huone, 1985, pièce de théâtre, Ahaa Teatteri, réalisateur Arto Minkkinen
- Hotelli eläville -romaanin pohjalta tehty elokuva Punainen huone, 1991, Yle TV1, réalisateur Vesa Kantola
- Johan ja Johan ja Joukojohan, 1993, théâtre des travailleurs de Tampere et théâtre radiophonique, réalisateur Jussi Helminen
- Tuhkasaari, 1994, Neliosainen kuunnelmasarja, théâtre radiophonique, réalisateur Heljä Ahonen ja Eero Aro
- Porkkalansaari, 1994, pièce radiophonique, théâtre radiophonique, réalisateur Olli Jalonen
- Sata vuosisataa, 1997, Sataosainen kuunnelmasarja, théâtre radiophonique, Eero Ojanen et Olli Jalonen, dir. Heikki Kujanpää et Heikki Määttänen
- Santelipuumetsä, 1998, pièce radiophonique, théâtre radiophonique, réalisateur Jari Hietanen
- Lentokaloja taivaalla, 1999, pièce radiophonique, théâtre radiophonique, réalisateur Olli Jalonen
- Krakovasta Reykjavikiin, 2000, 20-osainen kuunnelmasarja, théâtre radiophonique, réalisateur Juha Kandolin
- Yksityiset tähtitaivaat, 2001, Hämeenlinnan kaupunginteatteri, Dram, Marja Louhija, réalisateur Hannu Matti Tyhtilä
- Koon valtakunta, Kolme kuunnelmaa: Elonkorjuu, Loankorjuu ja Marraskesät, 2003, théâtre radiophonique, réalisateur Olli Jalonen
- Vaihdelaatikko, 2004, Monologikuunnelma, théâtre radiophonique, réalisateur Juha Kandolin
- Rakas opas, 2004, pièce radiophonique, théâtre radiophonique, réalisateur Ari Kallio
- Kuunpeilaajat, 2010, pièce radiophonique, théâtre radiophonique, réalisateur Ari Kallio

## Récompenses
- Prix Juhana Heikki Erkko, 1979
- Prix littéraire de la ville de Tampere, 1979, 1981
- Kritiikin Kannukset, 1984
- Prix Kalevi Jäntti, 1984
- Prix de la littérature de l'État finlandais, 1984, 1990
- Prix Eino Leino , 1990
- Prix des Éditions Otava, 1990
- Prix Finlandia , 1991
- Médaille Pro Finlandia, 1997
- Prix du grand club du livre finlandais, 2000
- Prix de la fondation culturelle finlandaise, 2005
- Prix de l'Union des écrivains finlandais, 2013